# Yenith Bailey
Pour les articles homonymes, voir Bailey.
Yenith Bailey, née le 29 mars 2001 dans la Ville de Panama au Panama, est une footballeuse internationale panaméenne. Elle joue au Tauro FC au poste de gardienne de but.

## Biographie

### En équipe nationale
Bailey dispute trois matches pour le Panama lors du Championnat de la CONCACAF 2018, réalisant 24 arrêts. Elle remporte le Gant d'or du tournoi et est nommée dans le meilleur onze. Auparavant milieu de terrain, elle est convertie en gardienne de but par l'entraîneur Victor Suárez un an seulement avant le tournoi.
Le Panama termine quatrième et se qualifie pour un match de barrage contre l'Argentine, membre de la CONMEBOL, pour une place à la Coupe du monde 2019. À la 8e minute du match aller, Bailey stoppe un penalty d'Estefanía Banini. Le match se termine sur un score de 4-0 pour l'Argentine. Après un match nul 1-1 à domicile, le Panama est éliminé.